# Torbjörn Jahn
För andra betydelser, se Jahn (olika betydelser)
Torbjörn Gösta "Tompa" Jahn, född 12 oktober 1921 i Maria Magdalena församling, Stockholm, död 28 december 2003 i Oscars församling, Stockholm, var en svensk musiker och skådespelare.
Jahn var son till tonsättaren Gösta Jahn och bror till trumslagaren Ragnar Jahn. Han lärde sig spela klarinett i skolorkestern vid Strängnäs läroverk men övergick så småningom till trummor. Jahn skivdebuterade 1942 och hade under flera år egen orkester. På 1970-talet ledde han på somrarna en hamboskola i Kungsträdgården i Stockholm.

## Filmografi
- 1964 – En lektion i kärlek
- 1965 – För tapperhet i tält
- 1966 – Trettio pinnar muck
- 1981 – Sopor
- 1983 – Åke Hasselgård Story